# Esperança Machavela
Esperança Alfredo Samuel Machavela (geb. am 1. August 1956 in Zavela (Portugiesisch-Ostafrika)) ist eine mosambikanische Juristin, Diplomatin und Politikerin.

## Biographie
Esperança Machavela kam 1956 in der Stadt Zavela im Süden der damals noch portugiesischen Kolonie Mosambik zur Welt. Bis 1982 absolvierte sie ein Jurastudium an der juristischen Fakultät der Universidade Eduardo Mondlane in Maputo.
Mosambik wurde 1975 unabhängig, mit 20 Jahren fungierte Machavela im folgenden Jahr als stellvertretende Abgeordnete ihres Landes in der Menschenrechtskommission der Vereinten Nationen. Nach Abschluss ihres Studiums trat sie 1983 in die Direktion für Rechts- und Konsularangelegenheiten des mosambikanischen Außenministeriums ein, wo sie bis 1986 als Leiterin der Menschenrechtsabteilung tätig war.
Von 1986 bis 1990 war sie Außerordentliche und Bevollmächtigte Botschafterin Mosambiks in Kuba und Nicaragua. Von 1990 bis 1996 hatte sie dieselben Positionen in Portugal und Spanien inne. Am 26. Juni 1995 wurde sie mit dem Großkreuz des portugiesischen Ordem do Infante Dom Henrique ausgezeichnet. Zwischen 1996 und 2000 war sie als Ministerberaterin an der mosambikanischen Botschaft in Washington, D.C. tätig.
Zwischen 2002 und 2005 war sie Generalsekretärin des mosambikanischen Rates für die Koordinierung von Recht und Justiz, bis sie unter dem mosambikanischen Präsidenten Armando Guebuza zur Justizministerin ernannt wurde. Sie schied im März 2008 aus der Regierung aus, ihre Nachfolgerin wurde die spätere Premierministerin Mosambiks Maria Benvinda Levy. Machavela wurde zur Rechtsberaterin des Obersten Gerichtshofs von Mosambik ernannt.
Parallel zu ihren staatlichen Ämtern übernahm sie verschiedene Aufgaben in den Leitungsgremien der portugiesisch-mosambikanischen Bank Millennium bim, so als Vorsitzender der Hauptversammlung (2002–2015) und als Vorsitzende des Aufsichtsrats.